# Armada Imperial Brasileira
A Armada Imperial, também chamada de Marinha Imperial foi a Marinha de Guerra Brasileira durante o Império do Brasil (1822-1889), surgindo com a independência do país. Era formada quase que em sua totalidade por embarcações, pessoal, organizações e doutrinas provenientes da transmigração da Família Real e da nobreza portuguesa em 1808 e do Brasil colonial (1530-1808). Os seus membros eram alguns poucos brasileiros natos (até então quase todos proibidos de servir), portugueses e ingleses, que optaram por aderir à causa da separação mesmo muito jovens (e que consequentemente foram naturalizados brasileiros) e estrangeiros de vários países contratados como mercenários. Também foram aproveitados vários órgãos, os criados anteriormente, para o apoio logístico no Brasil, pela Marinha Portuguesa, que estava sob comando do Príncipe Regente Dom Pedro de Alcântara e outros aliados com os portugueses de nome Morais e Souza que foram implantados e implementados por João VI de Portugal, apropriados à categoria já de Reino Unido de Portugal e Algarves, esses tais como: a Secretaria da Marinha de Guerra Naval, o Quartel-General (chamado de "Armadoria Imperial" onde funcionava o Conselho Supremo Militar de Almirantes e a Inteligência Naval, a Intendência e Contadoria Naval aos moldes do Almirantado Inglês de então, o Arsenal de Marinha, a Academia de Guardas-Marinhas, o Hospital Naval, a Auditoria Naval, a Fábrica de Pólvora do Exército e da Armada, os Cortes de Madeira Naval junto ao Arsenal de Marinha, que construía navios de transportes e ou Mercantes (apoio logístico do Reino); e outros serviços navais, como o Corpo de Fuzileiros Navais da Armada Imperial.

## Motivo de sua criação

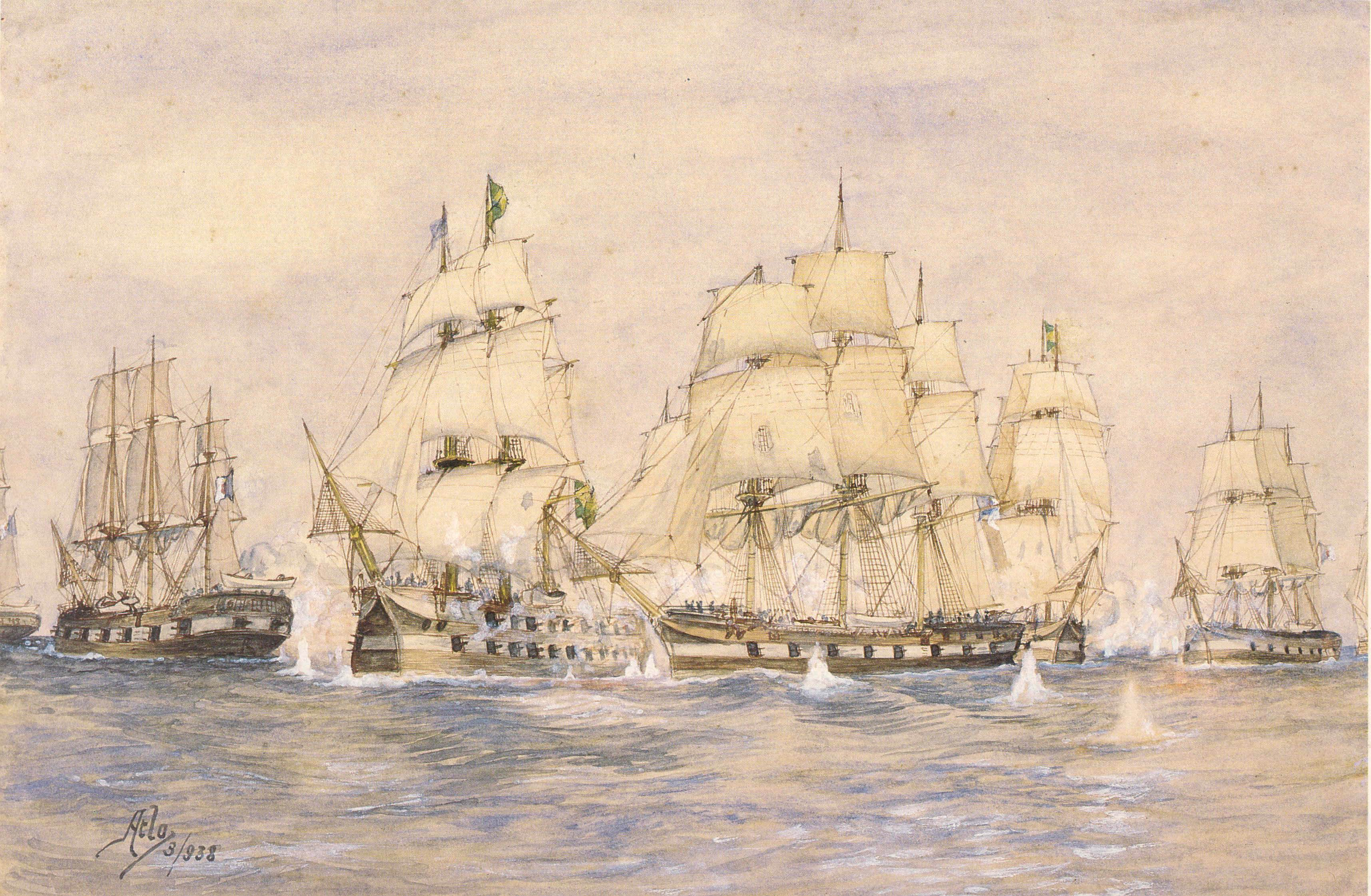
Batalha de 4 de maio de 1823, com Armada Imperial liderada por Thomas Cochrane, em mar aberto perto de Salvador, Bahia, no contexto da Independência da Bahia.

Na falta de militares experientes que tivessem nascido no Brasil, a comissão composta por Luís Cunha Moreira e vários oficiais buscou contatar os militares portugueses servindo no Brasil para que se unissem ao recém-criado Império brasileiro. Centenas aceitaram, e os que recusaram receberam, em conjunto com as suas famílias, transporte para retornarem a Portugal. Contudo, temerosos das possíveis consequências de enviar para combate navios tripulados em sua maior parte por portugueses contra as forças lusitanas, a comissão recrutou diversos mercenários, indígenas e escravos. Para comandar a Armada brasileira foi escolhido o experiente Lorde Thomas Alexander Cochrane, britânico de nascimento, que recebeu o cargo de Primeiro-Almirante. A frota era composta por apenas uma nau, quatro fragatas, duas corvetas, cinco brigues, seis escunas e vinte pequenas embarcações, num total de trinta e oito navios de guerra. O Ministro da Fazenda Martim Francisco Ribeiro de Andrada criou uma subscrição nacional para reunir fundos e assim reequipar a frota, e de todo o Brasil foram enviadas contribuições. Até mesmo o Imperador Pedro I do Brasil adquiriu às próprias expensas um brigue mercante que foi renomeado Caboclo e doado ao Estado.
A Armada Nacional rumou em seguida para a Bahia, onde atacou um comboio da esquadra portuguesa formada por mais de setenta navios que se dirigia ao Maranhão. Apenas treze conseguiram alcançar Lisboa após se verem impossibilitados de atingirem o litoral norte brasileiro. Os demais navios ou foram afundados ou aprisionados e incorporados à Armada brasileira. O britânico John Pascoe Grenfell, que comandava o brigue Maranhão, ex-brigue Dom Miguel, obteve a rendição da cidade de Belém do Pará. O capitão João Taylor, comandando a fragata Niterói, perseguiu a Armada Portuguesa em retirada da Bahia, através do Atlântico até o estuário do Tejo junto a Lisboa. Durante esta ação, que durou quase um ano, a Niterói capturou 19 navios portugueses.
Tendo vencido a oposição lusitana nas províncias da Bahia, Maranhão e Pará, a frota brasileira partiu para a Cisplatina, onde alcançou mais sucessos em sua empreitada. O Almirante Cochrane, após ter libertado um terço do território brasileiro, recebeu do Imperador Dom Pedro I em pessoa a condecoração da Ordem do Cruzeiro do Sul e o título nobiliárquico de marquês do Maranhão. A participação no conflito contra Portugal foi vital:
| “ | Com a Independência, a Marinha tornou-se ainda mais importante, pois apesar de termos tido a sorte de possuir um Pedro I como monarca, o Brasil se teria esfacelado numa série de republicas - como aconteceu na América espanhola - se não fosse a sua ação integradora. É certo que existem outros fatores, mas foi ela que bloqueou, venceu e perseguiu a Esquadra portuguesa, possibilitando a união com o Rio de Janeiro. | ” |

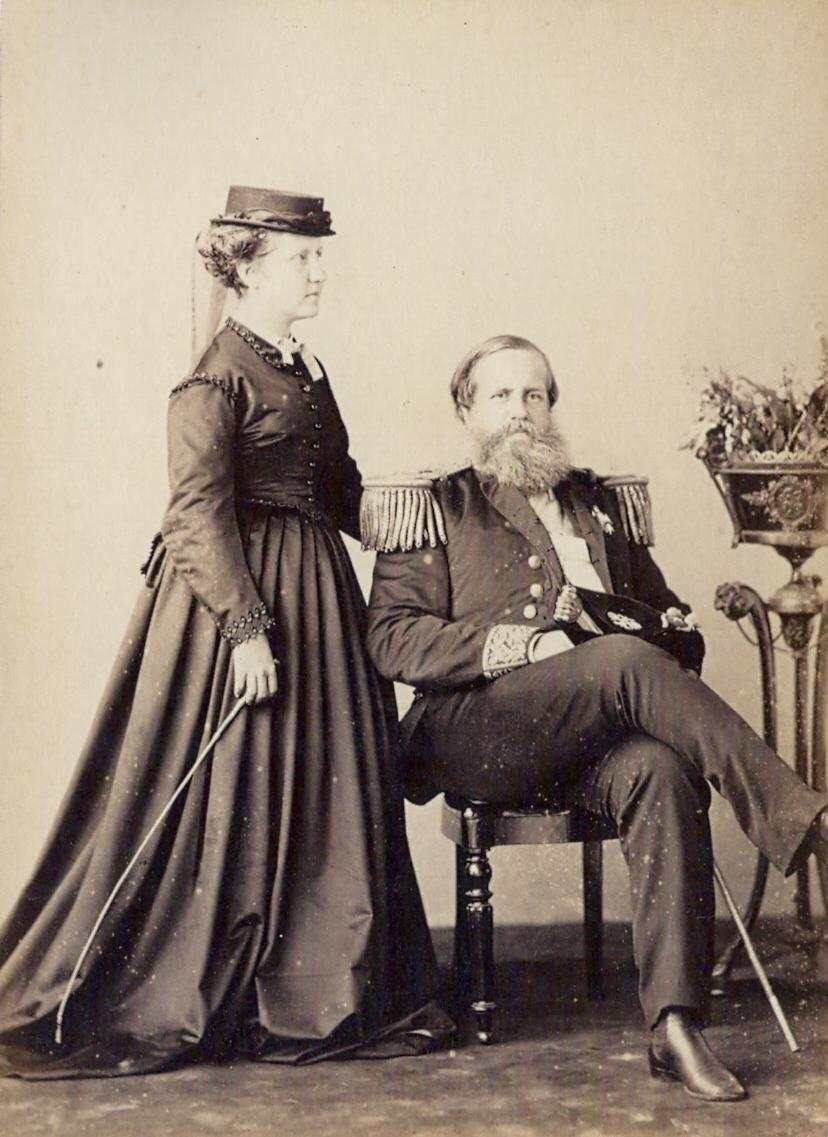
Dona Isabel, Princesa Imperial e Dom Pedro II (com uniforme de Almirante), Imperador do Brasil e Comandante em Chefe das Forças Armadas brasileiras (1870).

Após a supressão da revolta da Confederação do Equador em 1824 e ao se iniciar a Guerra da Cisplatina (1825-1828), a Armada Nacional não mais era aquela marinha pequena e fraca. As trinta e oito embarcações de 1822 tornaram-se noventa e seis navios de guerra modernos, de diferentes tipos, com cerca de 690 canhões. A frota brasileira bloqueou o estuário do Prata, impossibilitando o contato das Províncias Unidas e dos revoltosos cisplatinenses com o resto do mundo. Várias escaramuças ocorreram entre navios brasileiros e portenhos até à derrota da esquadrilha inimiga, composta por duas corvetas, cinco brigues e uma goleta, em frente à Ilha de Santiago em 1827. Ao abdicar em 1831, Dom Pedro I deixou uma poderosa Armada composta por: duas naus, dez fragatas, vinte corvetas, dezessete brigues-escunas, duas canhoneiras, doze bombardeiras, três barcas a vapor, catorze transportes e várias lanchas de grande porte, num total de pelo menos oitenta navios de guerra em tempo de paz.

## Desenvolvimento

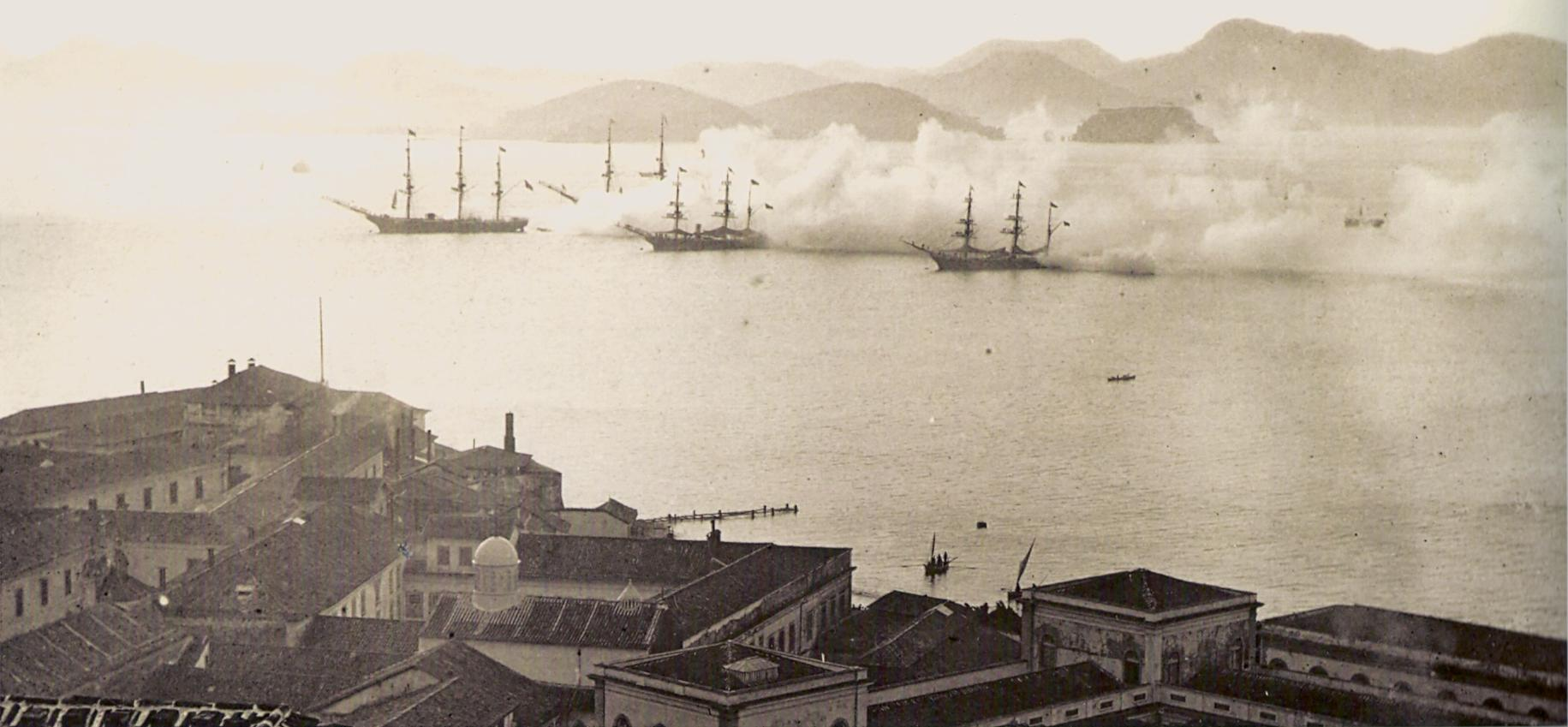
Treino da Armada Imperial do Brasil, meados da década de 1870.

O longo reinado de cinquenta e oito anos de Dom Pedro II representaria o término do crescimento e apogeu da Armada Nacional (e mesmo depois durante o período republicano). Foi-se reorganizado o Ministério da Marinha, o Arsenal e a Cadeia Naval, e também foi criado o Corpo dos Imperiais Marinheiros, formado por voluntários. Neste período foi adotada definitivamente a navegação a vapor, tendo o Brasil rapidamente modernizado a Esquadra, adquirindo navios no estrangeiro e construindo outros no país, e também substituindo os antigos canhões de alma lisa por novos, de alma raiada, com maior alcance e precisão. Melhoras foram realizadas também nos arsenais e bases navais, sendo aparelhados com novas oficinas. Navios de guerra foram construídos nos Arsenais de Marinha no Rio de Janeiro, Salvador, Recife, Santos, Niterói e Pelotas. A Armada atuou em todas as revoltas ocorridas no período regencial, como a Cabanagem, a Farroupilha, a Sabinada, dentre outras. A Armada realizou o bloqueio das províncias onde ocorreram as revoltas e realizou a maior parte dos transportes de tropas do Exército imperial, de uma região para a outra do país, mantendo-as municiadas, abastecidas e apetrechadas. De 1827 a 1830 a Armada esteve presente na África, estabelecida na base naval da Divisão Naval do Leste no território de Cabinda.

## A Armada durante o reinado de Dom Pedro II
Em 1840, quando o Imperador Dom Pedro II foi declarado maior de idade e assumiu suas prerrogativas constitucionais, a Armada detinha noventa navios de guerra: seis fragatas, sete corvetas, dois brigues-barcas, seis brigues, oito brigues-escunas, dezesseis canhoneiras, doze escunas, sete patachos, seis barcas a vapor, oito lanchões artilhados, três charruas, dois lugres, dois cúteres e cinco lanchões armados. Nova modernização ocorreu, desta vez, reorganizando a Secretaria de Estado, a Contadoria da Marinha, o Quartel-General e a Academia de Marinha. Novos navios foram comprados e as capitanias dos portos foram reaparelhadas. O Corpo dos Imperiais Marinheiros foi definitivamente regularizado e surgiu o Corpo de Fuzileiros Navais (no lugar do Corpo de Artilharia de Marinha que fora dissolvido), assim como serviços de assistência aos inválidos e também escolas para formação de marinheiros e artífices.

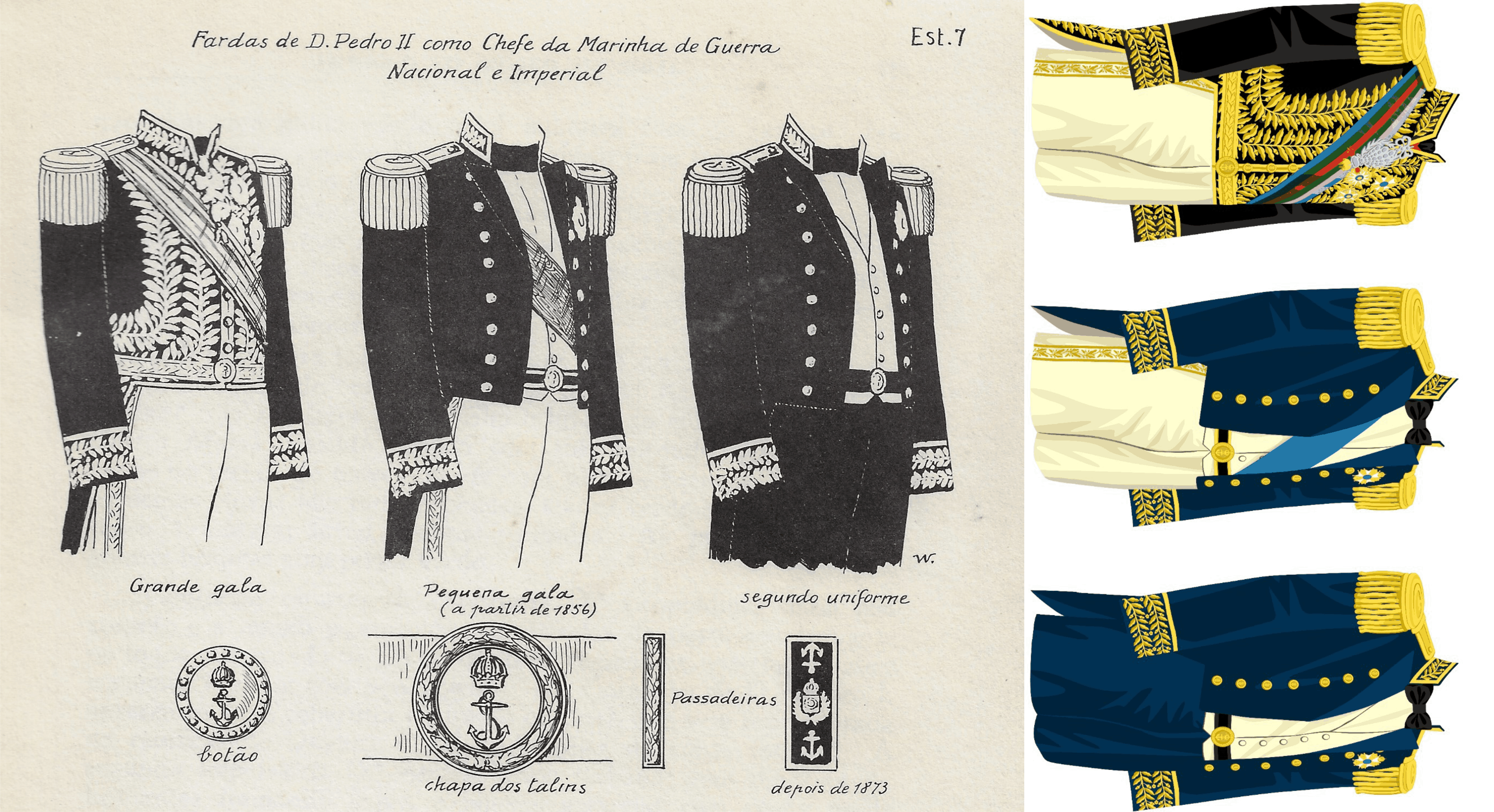
Fardas de D. Pedro II como chefe supremo da Marinha Militar (Anuário do Museu Imperial, edição 1950).

Os conflitos na região do Prata não cessaram após a guerra de 1825, e logo o Brasil se viu forçado a enviar uma frota de dezessete navios de guerra (uma nau, dez corvetas e seis navios a vapor) comandada pelo veterano da Independência John Pascoe Grenfell para combater as Províncias Unidas do Rio da Prata em 1851. A frota brasileira conseguiu ultrapassar o forte argentino do Passo do Tonelero sob forte bombardeio e efetuou o transporte de tropas para o teatro de operações em terra. Mais de uma década depois, a Armada Nacional foi mais uma vez modernizada, e seus antigos navios à vela deram lugar quarenta navios a vapor com mais de 250 canhões. Seus oficiais não continham mais estrangeiros, e sim, somente brasileiros natos (que eram recrutas na época da guerra da Independência). De seu quadro de militares, saíram homens como Joaquim Marques Lisboa, marquês de Tamandaré, Francisco Manuel Barroso da Silva, barão do Amazonas, Joaquim José Inácio de Barros, visconde de Inhaúma, Luís Filipe de Saldanha da Gama, dentre outros, que foram todos leais ao regime monárquico.
Em 1864 colaborou com a intervenção no Uruguai e logo em seguida na Guerra do Paraguai. Neste conflito, foram acrescidos a força naval onze navios encouraçados e seis monitores encouraçados:
1. O Brasil, encomendado da França.

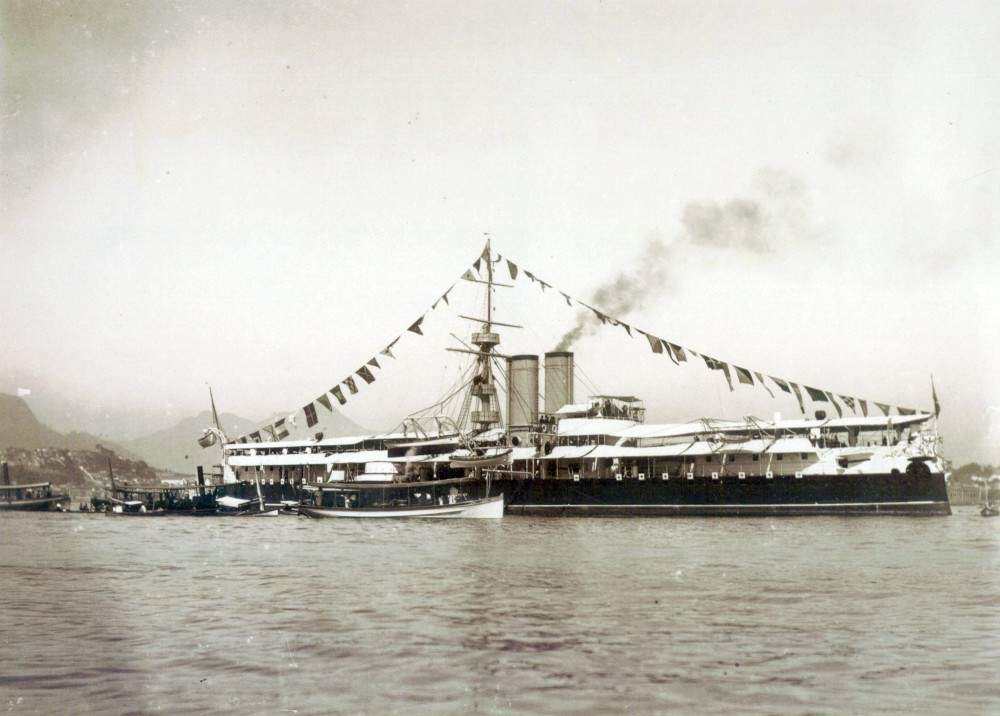
O encouraçado Riachuelo, c. 1885.

2. Três construídos no Arsenal da Corte: Barroso, Tamandaré, Rio de Janeiro.
3. Cinco comprados praticamente prontos por serem anteriormente encomendados pelo Paraguai: Lima Barros, Maris e Barros, Herval, Bahia e Silvado.
4. Dois encomendados na Inglaterra, Colombo e Cabral.
5. Seis monitores fluviais, classe Pará, construídos a partir de 1866 no arsenal da Corte.[22]

Além disso, seus comandantes, assim como suas tripulações (e as das embarcações que já se encontravam no teatro de guerra) foram melhor treinadas. Estas ações permitiram a Armada obter uma grande vitória na Batalha de Riachuelo contra as forças paraguaias. Construtores navais brasileiros como Napoleão Level, Trajano de Carvalho e João Cândido Brasil planejaram novos desenhos para os navios de guerra da Armada Nacional que possibilitaram aos Arsenais do país manterem competitividade com outras nações. Com o final do conflito contra o Paraguai, o governo brasileiro buscou reparar os danos sofridos pelas embarcações e reequipá-las, possibilitando ao Brasil ter a quarta mais poderosa marinha de guerra do mundo àquele momento.
Durante a década de 1870, o Império brasileiro teve por objetivo fortalecer ainda mais a sua Armada frente a uma possibilidade de um conflito armado com a Argentina. Assim, adquiriu uma canhoneira e uma corveta em 1873, um encouraçado e um monitor em 1874 e logo em seguida dois cruzadores e mais um monitor. O início da década de 1880 revelou que o crescimento da Armada continuaria, pois os Arsenais da Marinha do Rio de Janeiro, Bahia, Pernambuco, Pará e Mato Grosso continuaram a construir dezenas de navios de guerra. Quatro torpedeiros foram comprados, foi criada a Escola Prática de Torpedos para praças e instalou-se uma oficina de fabricação e reparo de torpedos e aparelhos elétricos no Arsenal de Marinha do Rio de Janeiro em 30 de novembro de 1883. Este mesmo Arsenal construiu as canhoneiras a vapor: Iniciadora, Carioca, Camocim, Cabedelo e Marajó, além do patachi Aprendiz, todos com cascos de ferro e aço, e não mais de madeira (os primeiros do tipo construídos no país). Contudo, o ápice da Armada Imperial ocorreu com a incorporação dos encouraçados de alto mar Riachuelo e Aquidabã (ambos dotados de tubos lança-torpedos) em 1884 e 1885, respectivamente. A obtenção destes navios possibilitou o Brasil permanecer “entre as potências navais do universo”. Estes dois navios marcaram época, pois:

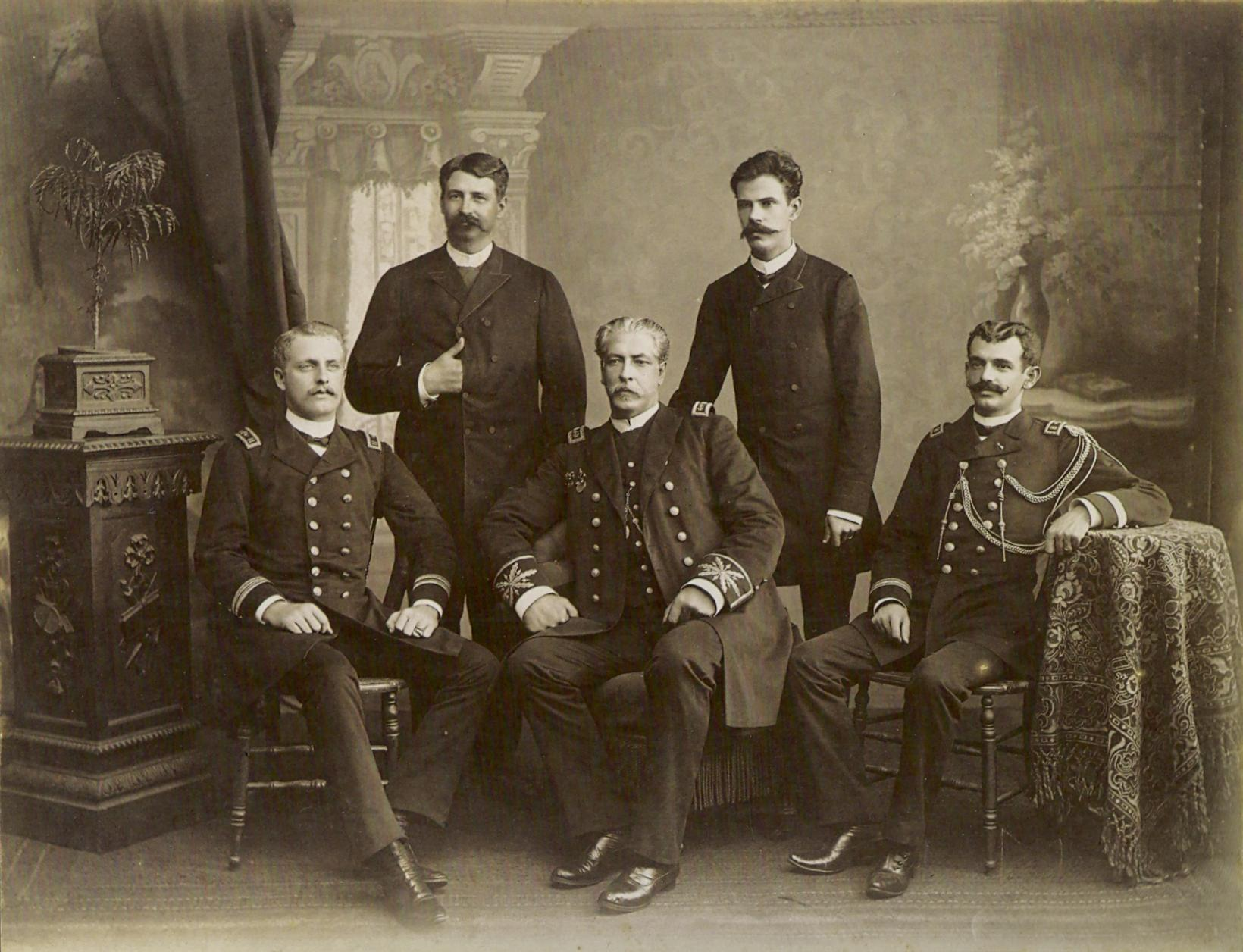
Oficiais da Armada Imperial. Sentados, príncipe Dom Augusto (a esq.) e o Almirante Eduardo Wandenkolk (centro), c.1889.

| “ | Fizemos 'a Europa curvar-se ante o Brasil', porquanto o Riachuelo, ao ter a construção concluída na Inglaterra, em 1884, foi considerado pela opinião dos técnicos das nações marítimas mais adiantadas como um modelo em seu gênero, tais os aperfeiçoamentos que reunia. | ” |

## O fim da Armada Imperial
No último gabinete do regime monárquico o Ministro da Marinha, o Almirante José da Costa Azevedo, Barão do Ladário, deixou um amplo projeto que estava preste a ser realizado para a reorganização do pessoal e instituições da Armada. Em 1889, com o Barão de Piraquara já morto, o Batalhão Naval detinha 454 praças e os Imperiais Marinheiros, 3 218 praças. O golpe de Estado que instaurou a República no Brasil não foi bem aceita pelos militares da Armada Imperial. Marinheiros foram rechaçados a tiros ao darem vivas ao Imperador quando este estava aprisionado no Paço Imperial. O Marquês de Tamandaré implorou ao seu amigo Dom Pedro II que o permitisse debelar o golpe, mas, este o negou tal possibilidade. O idoso almirante, com quase noventa anos de idade, seria preso mais tarde por ordem do ditador Floriano Peixoto sob a acusação de financiar militares monarquistas na Revolução Federalista. O Barão de Ladário manteve-se em contato com a Família Imperial no exílio buscando maneiras de restaurar o regime deposto, mas acabou relegado ao ostracismo pelo governo republicano. O Almirante Saldanha da Gama liderou a Revolta Armada com o objetivo de ressuscitar o Império e uniu forças com outros militares monarquistas que estavam no Rio Grande do Sul. Todas as tentativas restauradoras foram esmagadas pelo governo republicano. Os oficiais monarquistas de alta patente foram presos, ou banidos ou fuzilados sem o devido processo legal, e seus subordinados sofreram "penas cruéis". Este expurgo completo nos quadros da Armada explica como foi possível uma instituição tradicionalmente leal à Monarquia ter se tornado subitamente republicana.